# Шосе A1 (Латвія)
Шосе A1 (Рига (Балтезерс) — Кордон Естонії (Айнажі)), також відома як Талліннське шосе — національна дорога в Латвії, яка з'єднує Ризьку об'їзну дорогу з кордоном Естонії в Айнажі. Шосе продовжується в Естонії як шосе 4 до Таллінна. A1 повністю покрита асфальтом, а її довжина в Латвії становить 101,7 км. Шосе є частиною європейського маршруту E67 і, починаючи від Ліласте до кордону з Естонією, не просувається далі 6 км від узбережжя Балтійського моря.
На об’їзній Саулкрасти та інших ділянках обмеження швидкості поза населеними пунктами становить 100 км/год влітку і 90 км/год взимку. Дозволена швидкість по Адажі становить 80 км/год, на всіх інших ділянках поза населеними пунктами дозволена швидкість – 90 км/год.

## Трафік
На ділянці до мосту через Гаую дорогою проїжджає близько 27 000 автомобілів на день, до кінця об’їзної дороги Саулкрасти – близько 9 000 автомобілів на день, а на ділянці, що залишилася до кордону, інтенсивність руху досягає не більше 7000 автомобілів на добу. Загалом середній AADT на A1 у 2016 році становив 10655 автомобілів на день.
На трасі встановлено 7 стаціонарних радарів. У 2023 році в Латвії планується почати використовувати радари контролю середньої швидкості, один з яких буде розташований перед поворотом на Саулкрасти, на ділянці 13.4 - 20.0 км.

## Історія
Після вступу Латвії в Європейський Союз у 2004 році перші шість кілометрів до перехрестя з P1 були реконструйовані, розширено проїжджу частину до 11,5 метрів завширшки (подекуди до 12 метрів), споруджено тротуари та велосипедні доріжки, зменшено кількість з'їздів. Будівництво доріг паралельного руху та реконструкцію мосту через залізницю. У тому ж році була реконструйована ділянка від мосту Гауя до Лиласте. На цій ділянці також розширили проїзну частину до 11,5 метрів, реконструювали перехрестя з найважливішими під'їзними шляхами, а також побудували пішохідно-велосипедний міст через трасу.
З липня 2005 року по вересень 2007 року велося будівництво об'їзної дороги Саулкрасти. У рамках проекту двадцять кілометрів нових доріг, сім дворівневих шляхопроводів, два залізничні мости, два пішохідні тунелі, кілька шумозахисних стін, 13 кілометрів під'їзних шляхів, а також збудовано майже п'ять кілометрів велодоріжок. Загальна вартість проекту склала 113 млн євро, з яких 36 % (40 млн євро) було співфінансовано Фондом згуртованості ЄС. Було також реконструйовано 40-кілометрову ділянку між об'їзною дорогою Саулкрасти та Светциемсом. У ході будівельних робіт було реконструйовано найважливіші перехрестя, а також збудовано пішохідну доріжку протяжністю три кілометри.
У січні 2015 року було оголошено тендер на відновлення поверхні ділянки A1 Рига — Адажі (0,0-6,3 км), і в лютому було оголошено реконструкція ділянки Салацгрива — кордон Естонії (89,4-101,4 км).
У травні 2018 року розпочато відновлення дорожнього покриття на 33-кілометровій ділянці від Дунте до Светциемса. Загальна вартість проекту — 5,35 млн євро, які повністю профінансовано з державного бюджету.
У червні 2020 року почалося відновлення дорожнього покриття поблизу Саулкрасти. Будівельні роботи виконало SIA Via за договірною вартістю 2,2 мільйона євро, яке повністю профінансовано державним бюджетом.